# Цзян Таожань, Павел
Павел Цзян Таожань (1926, Цинъюань, Китай — 15 октября 2010, Шицзячжуан, Китай) — епископ Китайской Патриотической церкви (до 2008 года), ординарий канонической епархии Чжэндина (2008 — 15 октября 2010).

## Биография
После изучения теологии в Пекине в 1953 году был рукоположён в священники, после чего занимался пастырской деятельностью до 1957 года в Пекине и провинции Хэбэй. С 1957 по 1966 год служил капелланом в больнице. Во время культурной революции с 1966 по 1978 гг. находился в трудовом исправительном лагере. После освобождения работал в больнице капелланом до 1981 года. В 1982 году был назначен генеральным викарием епархии Шицзячжуана.
В 1989 году был рукоположён в епископа епархии Шицзячжуана Китайской Патриотической церкви без разрешения Святого Престола. В 2008 году Римский папа Бенедикт XVI признал рукоположение Павла Цзян Таожаня и назначил его епископом епархии Чжэндина вместо арестованного бывшего ординария Юлия Цзя Чжигоу.